# Heike Trammer
Heike Trammer (* 24. August 1960 in Hannover) ist eine Politikerin (FPÖ/BZÖ) und derzeit stellvertretende Bundesobmann-Stellvertreterin des BZÖ.
Trammer absolvierte eine Ausbildung zur diplomierten Krankenschwester. Gegen Ende ihrer Ausbildung lernte sie ihren ersten Mann kennen, übersiedelte nach Österreich und bekam zwei Söhne. Durch eine Anzeige in einem Wiener Bezirksblatt bekam sie Kontakt zum Sozialhilfe- und Krankenpflegeverein der FPÖ; 1994 zog sie in den Bezirksrat des 22. Wiener Gemeindebezirk Donaustadt ein. 2001 wurde Trammer Abgeordnete im Wiener Landtag und Gemeinderat. Im April 2005 gründete Trammer gemeinsam mit sieben weiteren FPÖ-Gemeinderäten den BZÖ-Ableger Bündnis Zukunft Wien (BZW) und wurde dessen stellvertretende Klubchefin. Am 17. April 2005 wurde Trammer weiters zur stellvertretenden, geschäftsführenden Parteichefin (später Bundesobmann-Stellvertreterin) des BZÖ gewählt. Nach dem Scheitern des BZÖ bei der Landtags- und Gemeinderatswahl in Wien 2005 schied Trammer aus dem Gemeinderat aus. Sie wurde in der Folge zur Verantwortlichen für das Audit „Familie & Beruf“ Verantwortliche in der von Ursula Haubner geschaffenen Familien GmbH berufen.
Als ihre wichtigen politischen Anliegen bezeichnete Trammer einmal den Schutz der Familie sowie den Heimatschutz. Darüber hinaus tritt sie für eine restriktive Sicherheits- und Asylpolitik ein.